# Joel Anthony
Joel Vincent Anthony (Montreal, Quebec, 9 de agosto de 1982) es un exbaloncestista canadiense y actual ejecutivo en los Montreal Alliance, un equipo de la Canadian Elite Basketball League, que disputó 10 temporadas en la NBA. Mide 2,06 metros, y jugaba de pívot.

## Trayectoria deportiva

### Universidad
Anthony asistió al Pensacola Junior College antes de su paso por la NCAA, donde en 2004 fue elegido en el mejor quinteto de su conferencia tras promediar 9 puntos, 7 rebotes y 3,5 tapones por partido. 
Al año siguiente pasó a la Universidad de Nevada-Las Vegas, donde en su primer año en el equipo (júnior, 2004–05) promedió 1,9 puntos, 2,7 rebotes y 1,6 tapones, siendo el mejor de su equipo en este último aspecto. 
Su segundo año no jugó, a pesar de entrenar con el equipo, al ser el quinto año que asistía a la universidad.
Regresó para ayudar a los Rebels a conseguir un récord de 30–7 en su año sénior (2006–07), siendo nombrado Mountain West Conference defensive player of the year tras acabar la temporada segundo en topones por minuto de la Division I (6,77), y primero de su conferenia en tapones totales y tapones por encuentro.

#### Estadísticas
| Año     | Equipo | PJ       | PT       | MPP      | %TC      | %3P      | %TL      | RPP      | APP      | ROB      | TPP      | PPP      |
| ------- | ------ | -------- | -------- | -------- | -------- | -------- | -------- | -------- | -------- | -------- | -------- | -------- |
| 2004–05 | Rebels | 31       | 3        | 13.6     | .500     | -        | .483     | 2.7      | .2       | .2       | 1.5      | 1.9      |
| 2005–06 | Rebels | Redshirt | Redshirt | Redshirt | Redshirt | Redshirt | Redshirt | Redshirt | Redshirt | Redshirt | Redshirt | Redshirt |
| 2006–07 | Rebels | 37       | 6        | 18.1     | .597     | -        | .604     | 4.1      | .4       | .2       | 2.9      | 5.2      |
| Total   | Total  | 68       | 9        | 16.1     | .573     | -        | .561     | 3.5      | .3       | .4       | 2.3      | 3.7      |

### Profesional

#### NBA
No fue elegido en el Draft de la NBA de 2007, pero a pesar de ello logró su primer contrato como profesional con los Miami Heat.
El 16 de julio de 2010, renovó con Miami Heat por cinco años y $18 millones.
En su quinta y sexta temporada con los Heat, se proclama campeón de la NBA.
Durante su séptima temporada en Miami, el 15 de enero de 2014, fue traspsado en un acuerdo entre tres equipos, Miami Heat, Boston Celtics y Golden State Warriors. Los Heat enviaron a Anthony junto con dos futuras rondas del draft a los Celtics. A cambio, los Heat recibieron a Toney Douglas de los Warriors. Los Warriors también adquirieron a Jordan Crawford y MarShon Brooks de los Celtics como parte del acuerdo.
Después de media temporada en Boston, el 17 de octubre de 2014, es trapasado a Detroit Pistons a cambio de Will Bynum.
Tras dos temporadas con los Pistons, el 10 de julio de 2016, es cortado por los Pistons.
Ese verano hizo la pretemporada con San Antonio Spurs, y volvió al equipo en enero de 2017, firmando un contrato de 10 días. Renovando el 2 de febrero, y firmando hasta final de temporada el 12 de febrero.
En septiembre de 2017 firma con Milwaukee Bucks, pero es cortado el 14 de octubre sin llegar a debutar con el equipo en partido oficial.

#### Argentina
El 27 de febrero de 2018, tras no encontrar hueco en equipo NBA, firma con San Lorenzo de la Liga Nacional de Básquet (LNB) argentina, como reemplazo provisional del lesionado Matías Sandes. El 29 de octubre renueva con San Lorenzo sustituyendo a Eric Dawson.
En dos temporadas en Argentina ganó dos veces la liga local y en dos ocasiones la Liga de las Américas.

## Estadísticas de su carrera en la NBA
|  | Denota temporada en la que fue Campeón de la NBA |

### Temporada regular
| Año     | Equipo      | PJ  | PT  | MPP  | %TC  | %3P  | %TL   | RPP | APP | ROB | TPP | PPP |
| ------- | ----------- | --- | --- | ---- | ---- | ---- | ----- | --- | --- | --- | --- | --- |
| 2007-08 | Miami       | 24  | 1   | 20.8 | .467 | .000 | .592  | 3.9 | .1  | .4  | 1.3 | 3.5 |
| 2008-09 | Miami       | 65  | 28  | 16.1 | .483 | .000 | .652  | 3.0 | .4  | .3  | 1.4 | 2.2 |
| 2009-10 | Miami       | 80  | 16  | 16.5 | .478 | .000 | .717  | 3.1 | .1  | .2  | 1.4 | 2.7 |
| 2010-11 | Miami       | 75  | 11  | 19.5 | .535 | .000 | .644  | 3.6 | .3  | .1  | 1.2 | 2.0 |
| 2011-12 | Miami       | 64  | 51  | 21.1 | .559 | .000 | .690  | 3.9 | .1  | .6  | 1.3 | 3.4 |
| 2012-13 | Miami       | 62  | 3   | 9.1  | .515 | .000 | .607  | 1.9 | .2  | .2  | .7  | 1.4 |
| 2013-14 | Miami       | 12  | 0   | 3.1  | .333 | .000 | 1.000 | .6  | .0  | .0  | .3  | .5  |
| 2013-14 | Boston      | 21  | 0   | 7.1  | .385 | .000 | .333  | 1.5 | .1  | .1  | .4  | 1.0 |
| 2014-15 | Detroit     | 49  | 0   | 8.3  | .581 | .000 | .682  | 1.9 | .1  | .2  | 1.0 | 1.8 |
| 2015-16 | Detroit     | 19  | 0   | 5.1  | .600 | -    | .750  | 1.1 | .1  | .1  | .6  | .9  |
| 2016-17 | San Antonio | 19  | 0   | 6.4  | .630 | .000 | .630  | 1.6 | .2  | .1  | .3  | 1.3 |
| Total   | Total       | 490 | 110 | 14.4 | .513 | -    | .662  | 2.8 | .2  | .3  | 1.1 | 2.2 |

### Playoffs
| Año   | Equipo      | PJ | PT | MPP  | %TC  | %3P  | %TL   | RPP | APP | ROB | TPP | PPP |
| ----- | ----------- | -- | -- | ---- | ---- | ---- | ----- | --- | --- | --- | --- | --- |
| 2009  | Miami       | 6  | 2  | 14.7 | .800 | .000 | 1.000 | 3.2 | .3  | .0  | 1.2 | 1.7 |
| 2010  | Miami       | 5  | 0  | 15.8 | .714 | .000 | .750  | 1.8 | .2  | .4  | 1.0 | 2.6 |
| 2011  | Miami       | 21 | 13 | 27.4 | .367 | .000 | .710  | 4.6 | .5  | .4  | 1.8 | 2.8 |
| 2012  | Miami       | 17 | 1  | 19.4 | .586 | .000 | .800  | 3.2 | .1  | .3  | .9  | 3.2 |
| 2013  | Miami       | 14 | 0  | 5.1  | .300 | .000 | .000  | 1.5 | .0  | .1  | .3  | .4  |
| 2017  | San Antonio | 3  | 0  | 5.2  | .750 | .000 | .000  | 1.3 | .0  | .0  | .7  | 2.0 |
| Total | Total       | 66 | 16 | 17.5 | .481 | .000 | .746  | 3.1 | .2  | .3  | 1.1 | 2.2 |

## Logros y reconocimientos
Universidad
- MWC Defensive Player of the Year (2007)

NBA
- 2x Campeón de la NBA (2012, 2013)

San Lorenzo de Almagro
- 2x Liga Nacional de Básquet (2018, 2019)
- 2x Liga de las Américas (2018, 2019)